# Wilhelm Vigier (Politiker, 1839)
Wilhelm Vigier (von Steinbrugg) (* 7. Juni 1839 in Solothurn; † 18. Juli 1908 ebenda) war ein Schweizer liberaler Politiker.

## Leben

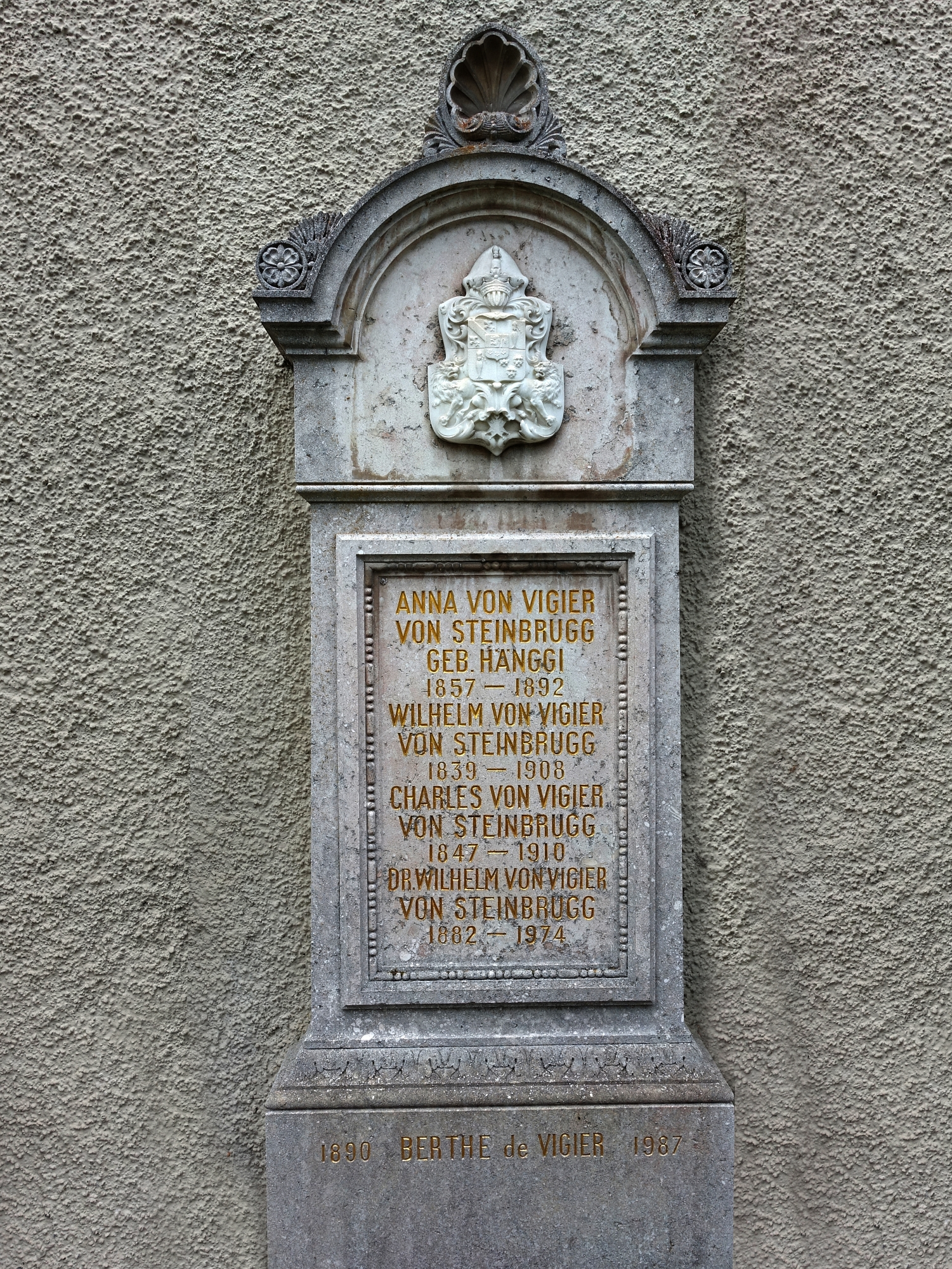
Familiengrab bei der Kirche St. Niklaus, Feldbrunnen-St. Niklaus

Wilhelm Vigier wurde als Sohn des Gerichtspräsidenten Urs Vigier in die solothurnische Patrizierfamilie Vigier (von Steinbrugg) geboren, deren liberal gesinnte Angehörige das Adelsprädikat „von“ abgelegt hatten. Vigiers gleichnamiger Onkel Wilhelm Vigier (Joseph Wilhelm Viktor Vigier) war eine führende Persönlichkeit der Solothurner Radikal-Liberalen. Nach einer kaufmännischen Ausbildung in Solothurn, Genf und Brüssel lebte Vigier in seiner Heimatstadt. Auch er schloss sich dem sogenannten «roten», radikal-liberalen Parteiflügel an. Nach der Vereinigung der «Roten» und «Grauen» zum «Liberalen Verein des Kantons Solothurn» 1872 beteiligte sich Vigier mit grossem Einsatz an dessen Kampf gegen den konservativen Katholizismus.
Von 1871 bis 1906 war Vigier mit kurzen Unterbrechungen in der solothurnischen Stadtpolitik aktiv, als Gemeinderat, Gemeindestatthalter und von 1892 bis 1906 als Stadtammann, auch gehörte er dem solothurnischen Kantonsrat ohne Unterbrechung während 35 Jahren bis kurz vor seinem Tod 1908 an. Von 1886 bis zu seinem Tod war Vigier zugleich Mitglied des schweizerischen Nationalrats.
Wilhelm Vigier setzte sich während Jahrzehnten für die Verwirklichung der Solothurn-Münster-Bahn (SMB) ein und war Präsident der Bahngesellschaft. Die Eröffnung der Strecke erfolgte 1908 kurz nach Vigiers Tod; der damalige Vizepräsident der SMB bezeichnete Vigier in seiner Trauerrede als ihren „Schöpfer“. Unter Vigiers Führung erhielt die Stadt Solothurn ihr erstes Baureglement, auch setzte er sich erfolgreich für den Bau eines städtischen Museums, des heutigen Kunstmuseums Solothurn, und des Konzertsaals ein.
Seine letzte Ruhestätte fand er auf dem Friedhof von Feldbrunnen-St. Niklaus.
Er war mit Maria, die Tochter des Bankiers und Politikers Franz Brunner, verheiratet.